# Воеводин, Игорь Викторович
И́горь Ви́кторович Воево́дин (род. 9 мая 1959, Люберцы) — российский писатель, журналист, теле- и радиоведущий, колумнист. Издатель и главный редактор «Семейной газеты». Автор и ведущий программ на канале «Юго-Восток ТВ» (Телевидение Юго-Восточного округа Москвы). В прошлом — ведущий программ «Времечко», «Сегоднячко» и «Профессия — репортёр» на телеканале НТВ.
Член Союза писателей России. Владеет французским, шведским и болгарским языками.

## Биография
Родился 9 мая 1959 года в Люберцах.

### Образование
Учился в московской французской спецшколе № 41, был исключён после 8 класса.
Окончил среднюю трудовую-политехническую школу № 776 и параллельно — Школу юного журналиста при МГУ (1976 г.)
Был рабочим на военном заводе, штукатуром-маляром в Воркуте, чертёжником-конструктором, сельхозрабочим.
Служил в армии — сержант комендантской роты (ныне - военная полиция) в Тунгусской тайге.
Два ранения.
Окончил четыре курса факультета журналистики МГУ.

### Карьера
Почти профессиональный путешественник, с камерой и блокнотом обошёл всю Россию и прошёл Северным морским путём (дважды).
Снимал в шахтах и тюрьмах, в подлодках и сверхдальних бомбардировщиках с ядерным оружием на борту, участвовал в разминированиях в Абхазии и боевых патрулированиях морских пограничников в Охотском море.
В качестве фронтового корреспондента работал в горячих точках планеты.
В течение пяти лет в рамках проектов «Прямо с колёс» («Сегоднячко» и «Профессия-репортёр» НТВ, «Репортажи дальнего следования» ТВЦ) ездил по России в специально оборудованном вагоне-студии.
Единственный журналист в стране, кому Министерство путей сообщения РФ, а затем РАО РЖД безвозмездно предоставили служебный вагон на столь долгий срок.
В профессиональной среде заслужил репутацию «эфирного шутника»; пресса характеризует журналиста сдержанно:

Ведущий телепрограммы «Сегоднячко» Игорь Воеводин — фигура супернеоднозначная… Сам Воеводин неоднократно заявлял, что ему плевать на мнение о нём других людей. Дать интервью «Ведомостям» согласился сразу, хотя тут же не преминул вставить, что безумно устал от «дебильных вопросов».

#### Кино
В детстве снялся в роли болтуна в культовом советском фильме «Приключения жёлтого чемоданчика», студия им. Горького, 1970 год, режиссёр — Илья Фрэз; а также в телевизионной картине «Эксперимент», ЦТ СССР, 1972 год, режиссёр — Евгений Радомысленский.

#### Пресса
- Начинал в журналистике корреспондентом газеты «Новая жизнь» (село Казачинское Енисейского района Красноярского края).
- Работал в газетах: «Советский патриот»[6], «Московская правда», «Известия», «Вечерняя Москва»[7], «Куранты» и т. д.
- Издатель и владелец двух газет-приложений в «Московской правде».
- Стоял у истоков додолевского проекта «Новый Взгляд».
- Выполнял обязанности собственного корреспондента газеты «Государственная Дума» на Русском Севере[8].

#### Телевидение
- На телевидении с 1993 года (начинал как ведущий программы «Времечко» в 1993—1996 годах). Ведущими дебютного эфира этой программы, помимо Игоря, были его коллеги: Лев Новожёнов и Ирина Ефремова[9].
- Автор 40 документальных фильмов (программы «Ситуация» — Первый канал, «Профессия — репортёр» — НТВ[10], «Репортёр дальнего следования» — ТВ Центр)[11].
- Вёл программы «Жизнь — игра» (с 19 апреля по 20 декабря 1996 года) и «Частный случай» (с 1 октября 1996 по март 1997 года) на канале ТВ-6.
- С 1997 по 2001 год — ведущий программы «Сегоднячко» на НТВ, куда ушла большая часть работавших на программе «Времечко».
- Весной 2002 года переходит с НТВ на ТВЦ[12].
- С 2004 года работает самостоятельно, основав свою телекомпанию. В частности, снял несколько фильмов по заказу Правительства и Министерства культуры Республики Карелия.
- 27 апреля 2014 года открыл вещание в Интернете телеканала «ЗнакЪ» и радио «Евразия+». В описании СМИ значится: «Не для всех. Только для одиноких и неравнодушных»[13].

#### Радио
Вёл авторские программы:
- «Кругом 500» запись и трансляции на Moskva.fm[14],
- «Озорной гуляка», радио Русская Служба Новостей[15][16].

#### Песни
С августа 2021 работает с популярным композитором и певцом Вячеславом Малежиком в качестве автора текста песен.
На конец декабря 2021 года написаны двенадцать песен, шесть из которых записаны в профессиональной аранжировке на студии Олега Завьялова. Готовится к выходу в свет диск «Вольному воля».

### Интернет
Является главным редактором YouTube-каналов «АБВ Школа 1363» и «Тркъ Знак».

### Книги
- В 1999 году журналист снимал для НТВ фильм о русских кладбищах за границей под названием «Французский бесхоз» и в Париже познакомился с князем Голицыным[18], рассказ которого лёг в основу исторической повести «Непрощённый» (2005 год)[4][19][20]:

Игорь Воеводин писал книгу три года на основании рассекреченных материалов отечественных и зарубежных архивов, беседовал с последними очевидцами. И чем дальше шёл, говорит автор, тем хуже чувствовал себя. Беременная пулемётчица пристреливает своего раненого мужа, так как не может забрать его при отступлении — этот эпизод, найденный в одном из парижских архивов, заставил журналиста отложить перо на полгода. По собственному признанию Воеводина, он несколько раз хотел бросить писать — слишком страшной оказывалась новая правда даже для человека, исколесившего полмира и повидавшего много чего.

- «Я здесь» (2009 год, ISBN 978-5-7482-0028-8). Сборник объединяет три вещи: повесть «Точка невозвращения» — о судьбе психически нездоровой девушки, которую травит сибирский городок. По признанию автора — самая значительная его книга. «И придёт, как прохожий» — о бароне Унгерне фон Штернберге, русском правителе Монголии, наследнике Чингиз-хана. «Непрощённый» — уже упоминавшаяся повесть о генерале Слащёве.

Все книги написаны на документальной основе.

### Публикации
Фотограф, автор персональных выставок и публикаций в отечественных и международных глянцевых журналах:

Ведущий программы «Точка невозврата» на РСН Игорь Воеводин представил 150 своих фоторабот. Все снимки без названий или каких-либо подписей. Автор будто нарочно не стал ограничивать вербальными рамками невольно возникающие у зрителей размышления и полёты фантазии, предоставив им самим решать, что же главное в отснятом кадре.

Автор репортажей и публицистических статей, которые публиковались во множестве журналов и газет: «Вокруг света», «Гудок», «Крестьянка», «Литературная газета», «Московский комсомолец», «Новое русское слово» (США), «Новый взгляд», а также СМИ, входившие в одноимённый издательский дом.

## Семья
Женат вторым браком.
Первая жена — Любовь Геннадиевна Куртынова, окончила Институт стран Азии и Африки при МГУ им. М. В. Ломоносова, кандидат исторических наук.
Отец — известный архитектор и художник-карикатурист (печатался в «Огоньке», «Крокодиле», «Литературной газете» и т. д.) Воеводин Виктор Васильевич, 1932—2009.
Мать — Воеводина (девичья фамилия — Ерёмина) Нина Павловна, инженер-экономист.
По материнской линии происходит из дворянского рода Серебряковых.

## Награды
- Золотой знак ЦК ВЛКСМ «Молодой гвардеец пятилетки» (1983 год, за отвагу и мужество, проявленные при прохождении армейской службы).
- Лучший журналист 1994 года (Премия СЖ Москвы).
- Личным составом атомного подводного ракетного крейсера стратегического назначения «Новомосковск» Северного флота России зачислен в подводники, прошёл обряд посвящения на борту (1998), о чём рассказано в фильме НТВ «Возвращение „Красного Октября“».
- Удостоен Знака Тернового Венца (Знак Первого Кубанского (Ледяного) похода) за книгу «Непрощённый» о русском генерале Якове Слащёве, который выведен в романе Михаила Булгакова «Бег» под именем Хлудова. Награждён организацией «Добровольческий корпус», правопреемницей Русского Общевоинского Союза (РОВС), организации Русской Белой Армии в эмиграции), 2005 год.
- Лауреат Международной премии Ассоциации иностранных корреспондентов в Москве в номинации «Лучший репортаж» за фильм «Остров Сладкий» (АТВ 1995 год) .
- Медаль Союза Писателей России (2009).
- Медаль «Ветеран боевых действий на Кавказе» (2010). Награждён Комиссией по общественным медалям и памятным знакам.
- Медаль «За труды в просвещении» (2010). Награждён Комиссией по общественным медалям и памятным знакам.